# Phasia clavigralla
Phasia clavigralla är en tvåvingeart som beskrevs av Sun 2003. Phasia clavigralla ingår i släktet Phasia och familjen parasitflugor.
Artens utbredningsområde är Tanzania. Inga underarter finns listade i Catalogue of Life.